# Filip Helander
Filip Viktor Helander (Malmö, 22 aprile 1993) è un calciatore svedese, difensore dell'Omonia.

## Carriera

### Club

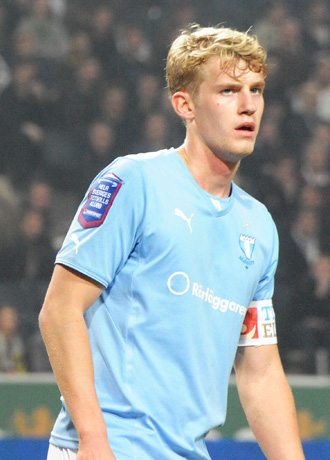
Helander al nel 2013.

Cresciuto in alcune squadre giovanili del circondario di Malmö, la sua carriera professionistica si è sviluppata inizialmente con la maglia della maggiore squadra cittadina, il Malmö FF: ha debuttato in Allsvenskan il 17 ottobre 2011, mentre nel luglio 2012 ha firmato il suo primo vero contratto che lo ha legato al club fino al termine della stagione 2015. Sempre nel 2012, ha iniziato ad imporsi stabilmente nella formazione titolare.
All'inizio della stagione 2013 ha dovuto saltare alcune partite per problemi fisici venendo sostituito nel frattempo da Erik Johansson, salvo poi festeggiare lo scudetto con 18 presenze all'attivo. Nel 2014, oltre a bissare la conquista del titolo nazionale, con la sua squadra disputa la fase a gironi di Champions League. Nella stessa stagione segna il suo primo e unico gol con la maglia del Malmö FF, grazie a un tap-in su calcio d'angolo nel 3-0 all'IFK Norrköping.

#### Hellas Verona
Il 22 luglio 2015 viene ufficializzato il suo trasferimento in Italia, all'Hellas Verona, per un milione di euro. Il 27 settembre segna il suo primo gol in Serie A, con un colpo di testa che porta temporaneamente in vantaggio il Verona sulla Lazio per 1-0, nella sfida poi persa in casa per 1-2. Si ripeterà il successivo 7 febbraio, incornando il pari del provvisorio 1-1 contro l'Inter (3-3 il risultato finale).

#### Bologna
Il 31 agosto 2016, ultimo giorno di mercato, viene comprato dal Bologna in prestito con obbligo di riscatto. Nonostante le sole 11 partite giocate (con 1 gol segnato all'attivo contro la Lazio, colpita nuovamente, nel pareggio per 1-1 all'Olimpico), il 12 giugno 2017 viene riscattato dalla società emiliana.
La stagione successiva trova più spazio nelle rotazione dell'allenatore dei rossoblù Roberto Donadoni, giocando 29 partite senza però mai segnare, al contrario delle stagioni precedenti. La stessa stagione l'ha conclusa in anticipo nell'aprile 2018 a causa di un infortunio, senza tuttavia rischiare il Mondiale a cui ha partecipato da riserva.

#### Rangers
Il 13 luglio 2019 viene ceduto ai Rangers, con cui firma un quadriennale.
Nelle quattro stagioni disputate in Scozia scende in campo 60 volte segnando sette reti e vincendo la Scottish Premiership 2020-2021 e la Scottish Cup 2021-2022.

#### Odense
Rimasto svincolato, il 31 agosto 2023 passa all'Odense, nella massima serie danese, con cui firma un contratto annuale.

#### Omonia
Il 4 luglio 2024, viene ingaggiato a parametro zero dall'Omonia, nella massima serie cipriota.

### Nazionale

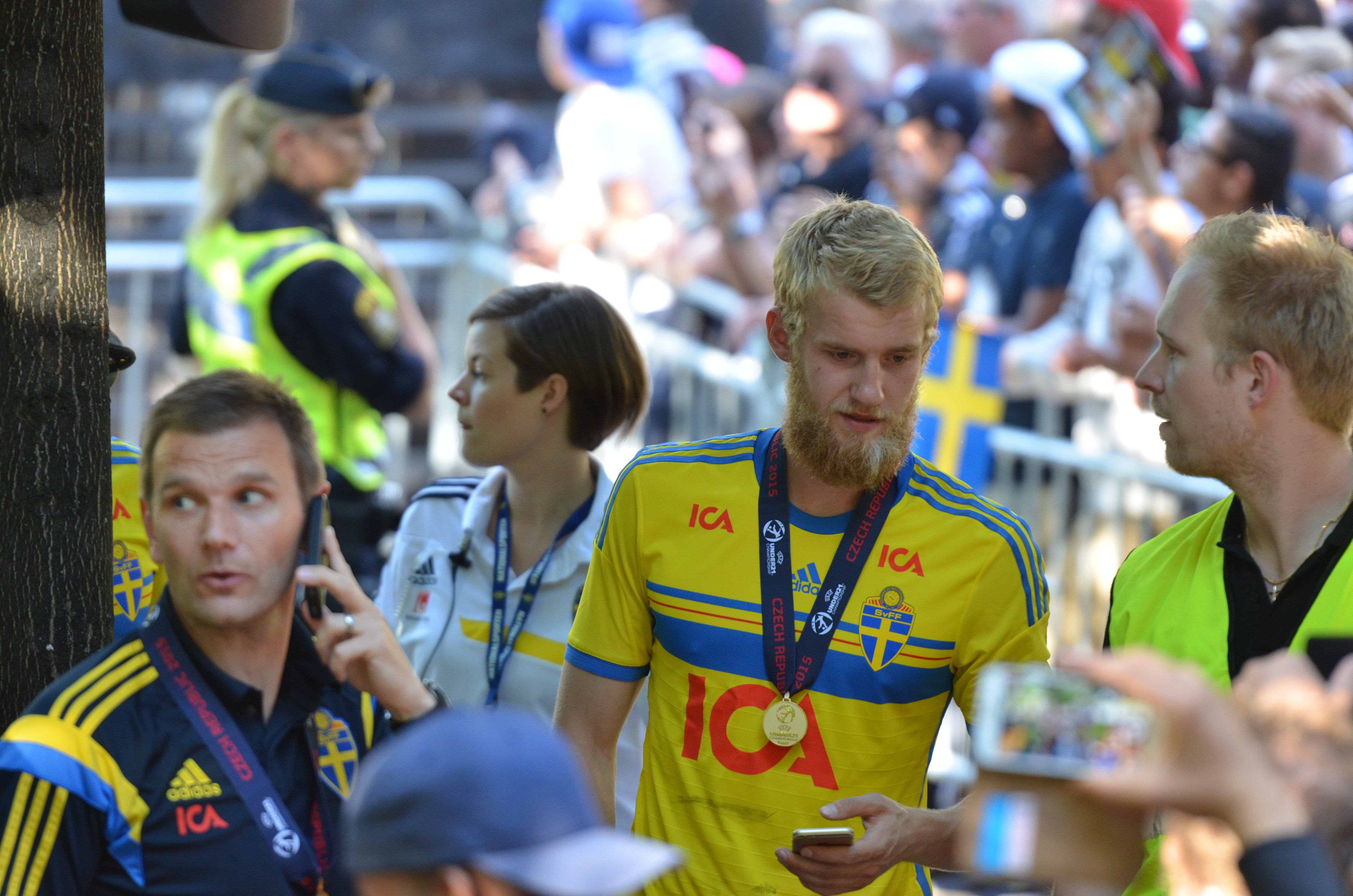
Helander nel 2015 dopo aver vinto l'Europeo Under-21 2015 con la Svezia.

Dopo aver militato nelle Nazionali svedesi Under-17 e Under-19, Helander ha disputato gli Europei 2015 Under-21 vinti proprio dalla Svezia. Durante la fase finale del torneo ha giocato titolare in tutte le occasioni, ad eccezione dell'ultima partita della fase a gironi contro il Portogallo, in cui è entrato nel corso della ripresa. Alla fine della competizione viene inserito dall'UEFA nella squadra ideale del torneo.
Viene convocato con la nazionale maggiore della Svezia per le qualificazioni a Euro 2016, senza tuttavia giocare e senza neppure venire convocato per la manifestazione disputata in Francia.
Debutta con la stessa il 28 marzo 2017 nell'amichevole vinta per 3-2 contro il Portogallo.
Viene invece convocato per i Mondiali 2018 in Russia, dove non disputa nessuna delle 5 partite della sua squadra arrivata sorprendentemente ai quarti di finale, e dopo avere passato il girone da prima classificata davanti al più blasonato Messico arrivato secondo oltre ad avere estromesso la Germania campione del mondo in carica ai gironi.

## Statistiche

### Presenze e reti nei club
Statistiche aggiornate al 18 maggio 2025.
| Stagione             | Squadra              | Campionato           | Campionato | Campionato | Coppe nazionali | Coppe nazionali | Coppe nazionali | Coppe continentali | Coppe continentali | Coppe continentali | Altre coppe | Altre coppe | Altre coppe | Totale | Totale |
| Stagione             | Squadra              | Comp                 | Pres       | Reti       | Comp            | Pres            | Reti            | Comp               | Pres               | Reti               | Comp        | Pres        | Reti        | Pres   | Reti   |
| -------------------- | -------------------- | -------------------- | ---------- | ---------- | --------------- | --------------- | --------------- | ------------------ | ------------------ | ------------------ | ----------- | ----------- | ----------- | ------ | ------ |
| 2011                 | Malmö FF             | AS                   | 1          | 0          | SC              | 0               | 0               | -                  | -                  | -                  | -           | -           | -           | 1      | 0      |
| 2012                 | Malmö FF             | AS                   | 12         | 0          | SC              | 2               | 0               | -                  | -                  | -                  | -           | -           | -           | 14     | 0      |
| 2013                 | Malmö FF             | AS                   | 18         | 0          | SC              | 5               | 1               | UEL                | 2                  | 0                  | -           | -           | -           | 25     | 1      |
| 2014                 | Malmö FF             | AS                   | 28         | 1          | SC              | 4               | 1               | UCL                | 10                 | 0                  | -           | -           | -           | 42     | 2      |
| 2015                 | Malmö FF             | AS                   | 12         | 0          | SC              | 0               | 0               | -                  | -                  | -                  | -           | -           | -           | 12     | 0      |
| Totale Malmö FF      | Totale Malmö FF      | Totale Malmö FF      | 71         | 1          |                 | 11              | 2               |                    | 12                 | 0                  |             | -           | -           | 94     | 3      |
| 2015-2016            | Verona               | A                    | 24         | 2          | CI              | 2               | 0               | -                  | -                  | -                  | -           | -           | -           | 26     | 2      |
| 2016-2017            | Verona               | B                    | 0          | 0          | CI              | 2               | 0               | -                  | -                  | -                  | -           | -           | -           | 2      | 0      |
| Totale Hellas Verona | Totale Hellas Verona | Totale Hellas Verona | 24         | 2          |                 | 4               | 0               |                    | -                  | -                  |             | -           | -           | 28     | 2      |
| 2016-2017            | Bologna              | A                    | 11         | 1          | CI              | 0               | 0               | -                  | -                  | -                  | -           | -           | -           | 11     | 1      |
| 2017-2018            | Bologna              | A                    | 29         | 0          | CI              | 0               | 0               | -                  | -                  | -                  | -           | -           | -           | 29     | 0      |
| 2018-2019            | Bologna              | A                    | 20         | 0          | CI              | 3               | 0               | -                  | -                  | -                  | -           | -           | -           | 23     | 0      |
| Totale Bologna       | Totale Bologna       | Totale Bologna       | 60         | 1          |                 | 3               | 0               |                    | 0                  | 0                  |             | -           | -           | 63     | 1      |
| 2019-2020            | Rangers              | SP                   | 8          | 1          | SC+CdL          | 0+4             | 1               | UEL                | 6                  | 0                  | -           | -           | -           | 18     | 2      |
| 2020-2021            | Rangers              | SP                   | 21+1       | 1+0        | SC+CdL          | 3+0             | 0+0             | UEL                | 6                  | 2                  | -           | -           | -           | 31     | 3      |
| 2021-2022            | Rangers              | SP                   | 6          | 1          | SC+CdL          | 2+0             | 1+0             | UCL+UEL            | 1+2                | 0                  | -           | -           | -           | 11     | 2      |
| 2022-2023            | Rangers              | SP                   | 0          | 0          | SC+CdL          | 0               | 0               | UCL                | 0                  | 0                  | -           | -           | -           | 0      | 0      |
| Totale Rangers       | Totale Rangers       | Totale Rangers       | 36         | 3          |                 | 9               | 2               |                    | 15                 | 2                  |             | -           | -           | 60     | 7      |
| 2023-2024            | Odense               | SL                   | 22         | 1          | CD              | 1               | 0               | -                  | -                  | -                  | -           | -           | -           | 23     | 1      |
| 2024-2025            | Omonia               | A                    | 13         | 2          | CC              | 1               | 0               | UECL               | 5                  | 0                  | -           | -           | -           | 19     | 2      |
| Totale carriera      | Totale carriera      | Totale carriera      | 226        | 10         |                 | 29              | 4               |                    | 32                 | 2                  |             | 0           | 0           | 287    | 16     |

### Cronologia presenze e reti in nazionale
| Cronologia completa delle presenze e delle reti in nazionale ― Svezia | Cronologia completa delle presenze e delle reti in nazionale ― Svezia | Cronologia completa delle presenze e delle reti in nazionale ― Svezia | Cronologia completa delle presenze e delle reti in nazionale ― Svezia | Cronologia completa delle presenze e delle reti in nazionale ― Svezia | Cronologia completa delle presenze e delle reti in nazionale ― Svezia | Cronologia completa delle presenze e delle reti in nazionale ― Svezia | Cronologia completa delle presenze e delle reti in nazionale ― Svezia |
| Data                                                                  | Città                                                                 | In casa                                                               | Risultato                                                             | Ospiti                                                                | Competizione                                                          | Reti                                                                  | Note                                                                  |
| --------------------------------------------------------------------- | --------------------------------------------------------------------- | --------------------------------------------------------------------- | --------------------------------------------------------------------- | --------------------------------------------------------------------- | --------------------------------------------------------------------- | --------------------------------------------------------------------- | --------------------------------------------------------------------- |
| 28-3-2017                                                             | Funchal                                                               | Portogallo                                                            | 2 – 3                                                                 | Svezia                                                                | Amichevole                                                            | -                                                                     | 90’                                                                   |
| 13-6-2017                                                             | Oslo                                                                  | Norvegia                                                              | 1 – 1                                                                 | Svezia                                                                | Amichevole                                                            | -                                                                     |                                                                       |
| 7-10-2017                                                             | Solna                                                                 | Svezia                                                                | 8 – 0                                                                 | Lussemburgo                                                           | Qual. Mondiali 2018                                                   | -                                                                     | 81’                                                                   |
| 27-3-2018                                                             | Craiova                                                               | Romania                                                               | 1 – 0                                                                 | Svezia                                                                | Amichevole                                                            | -                                                                     |                                                                       |
| 6-9-2018                                                              | Praga                                                                 | Austria                                                               | 2 – 0                                                                 | Svezia                                                                | Amichevole                                                            | -                                                                     |                                                                       |
| 17-11-2018                                                            | Eskişehir                                                             | Turchia                                                               | 0 – 1                                                                 | Svezia                                                                | UEFA Nations League 2018-2019 - 1º turno                              | -                                                                     | 46’                                                                   |
| 23-3-2019                                                             | Solna                                                                 | Svezia                                                                | 2 – 1                                                                 | Romania                                                               | Qual. Euro 2020                                                       | -                                                                     |                                                                       |
| 26-3-2019                                                             | Oslo                                                                  | Norvegia                                                              | 3 – 3                                                                 | Svezia                                                                | Qual. Euro 2020                                                       | -                                                                     | 72’                                                                   |
| 7-6-2019                                                              | Solna                                                                 | Svezia                                                                | 3 – 0                                                                 | Malta                                                                 | Qual. Euro 2020                                                       | -                                                                     |                                                                       |
| 10-6-2019                                                             | Madrid                                                                | Spagna                                                                | 3 – 0                                                                 | Svezia                                                                | Qual. Euro 2020                                                       | -                                                                     |                                                                       |
| 18-11-2019                                                            | Solna                                                                 | Svezia                                                                | 3 – 0                                                                 | Fær Øer                                                               | Qual. Euro 2020                                                       | -                                                                     |                                                                       |
| 8-9-2020                                                              | Solna                                                                 | Svezia                                                                | 0 – 2                                                                 | Portogallo                                                            | UEFA Nations League 2020-2021 - 1º turno                              | -                                                                     |                                                                       |
| 17-11-2020                                                            | Saint-Denis                                                           | Francia                                                               | 4 – 2                                                                 | Svezia                                                                | UEFA Nations League 2020-2021 - 1º turno                              | -                                                                     | 57’                                                                   |
| 25-3-2021                                                             | Solna                                                                 | Svezia                                                                | 1 – 0                                                                 | Georgia                                                               | Qual. Mondiali 2022                                                   | -                                                                     |                                                                       |
| 28-3-2021                                                             | Pristina                                                              | Kosovo                                                                | 0 – 3                                                                 | Svezia                                                                | Qual. Mondiali 2022                                                   | -                                                                     |                                                                       |
| 29-6-2021                                                             | Glasgow                                                               | Svezia                                                                | 1 – 2 dts                                                             | Ucraina                                                               | Euro 2020 - Ottavi di finale                                          | -                                                                     | 101’                                                                  |
| 2-9-2021                                                              | Solna                                                                 | Svezia                                                                | 2 – 1                                                                 | Spagna                                                                | Qual. Mondiali 2022                                                   | -                                                                     |                                                                       |
| 8-9-2021                                                              | Atene                                                                 | Grecia                                                                | 2 – 1                                                                 | Svezia                                                                | Qual. Mondiali 2022                                                   | -                                                                     | 70’ 88’                                                               |
| 24-3-2022                                                             | Solna                                                                 | Svezia                                                                | 1 – 0 dts                                                             | Rep. Ceca                                                             | Qual. Mondiali 2022                                                   | -                                                                     | 115’                                                                  |
| 12-10-2023                                                            | Solna                                                                 | Svezia                                                                | 3 – 1                                                                 | Moldavia                                                              | Amichevole                                                            | -                                                                     |                                                                       |
| 16-10-2023                                                            | Bruxelles                                                             | Belgio                                                                | 1 – 1                                                                 | Svezia                                                                | Qual. Euro 2024                                                       | -                                                                     |                                                                       |
| 16-11-2023                                                            | Baku                                                                  | Azerbaigian                                                           | 3 – 0                                                                 | Svezia                                                                | Qual. Euro 2024                                                       | -                                                                     |                                                                       |
| 19-11-2023                                                            | Solna                                                                 | Svezia                                                                | 2 – 0                                                                 | Estonia                                                               | Qual. Euro 2024                                                       | -                                                                     | 72’                                                                   |
| Totale                                                                |                                                                       | Presenze                                                              | 23                                                                    |                                                                       | Reti                                                                  | 0                                                                     |                                                                       |

| Cronologia completa delle presenze e delle reti in nazionale ― Svezia under 21 | Cronologia completa delle presenze e delle reti in nazionale ― Svezia under 21 | Cronologia completa delle presenze e delle reti in nazionale ― Svezia under 21 | Cronologia completa delle presenze e delle reti in nazionale ― Svezia under 21 | Cronologia completa delle presenze e delle reti in nazionale ― Svezia under 21 | Cronologia completa delle presenze e delle reti in nazionale ― Svezia under 21 | Cronologia completa delle presenze e delle reti in nazionale ― Svezia under 21 | Cronologia completa delle presenze e delle reti in nazionale ― Svezia under 21 |
| Data                                                                           | Città                                                                          | In casa                                                                        | Risultato                                                                      | Ospiti                                                                         | Competizione                                                                   | Reti                                                                           | Note                                                                           |
| ------------------------------------------------------------------------------ | ------------------------------------------------------------------------------ | ------------------------------------------------------------------------------ | ------------------------------------------------------------------------------ | ------------------------------------------------------------------------------ | ------------------------------------------------------------------------------ | ------------------------------------------------------------------------------ | ------------------------------------------------------------------------------ |
| 5-2-2013                                                                       | Walsall                                                                        | Inghilterra under 21                                                           | 4 – 0                                                                          | Svezia under 21                                                                | Amichevole                                                                     | -                                                                              | 40’ 72’                                                                        |
| 4-3-2013                                                                       | Varaždin                                                                       | Croazia under 21                                                               | 3 – 0                                                                          | Svezia under 21                                                                | Amichevole                                                                     | -                                                                              | 31’                                                                            |
| 21-3-2013                                                                      | Viseu                                                                          | Portogallo under 21                                                            | 0 – 1                                                                          | Svezia under 21                                                                | Amichevole                                                                     | -                                                                              |                                                                                |
| 14-8-2013                                                                      | Varberg                                                                        | Svezia under 21                                                                | 0 – 2                                                                          | Norvegia under 21                                                              | Amichevole                                                                     | -                                                                              | 46’                                                                            |
| 6-9-2013                                                                       | Malmö                                                                          | Svezia under 21                                                                | 3 – 1                                                                          | Polonia under 21                                                               | Qual. Europeo Under-21 2015                                                    | -                                                                              |                                                                                |
| 10-9-2013                                                                      | Istanbul                                                                       | Turchia under 21                                                               | 2 – 2                                                                          | Svezia under 21                                                                | Qual. Europeo Under-21 2015                                                    | -                                                                              |                                                                                |
| 12-10-2013                                                                     | Cracovia                                                                       | Polonia under 21                                                               | 2 – 0                                                                          | Svezia under 21                                                                | Qual. Europeo Under-21 2015                                                    | -                                                                              | Ammonizione                                                                    |
| 19-11-2013                                                                     | Malmö                                                                          | Svezia under 21                                                                | 5 – 0                                                                          | Malta under 21                                                                 | Qual. Europeo Under-21 2015                                                    | -                                                                              |                                                                                |
| 5-3-2014                                                                       | Attard                                                                         | Malta under 21                                                                 | 1 – 2                                                                          | Svezia under 21                                                                | Qual. Europeo Under-21 2015                                                    | -                                                                              |                                                                                |
| 5-9-2014                                                                       | Halmstad                                                                       | Svezia under 21                                                                | 3 – 0                                                                          | Grecia under 21                                                                | Qual. Europeo Under-21 2015                                                    | -                                                                              |                                                                                |
| 9-9-2014                                                                       | Halmstad                                                                       | Svezia under 21                                                                | 4 – 3                                                                          | Turchia under 21                                                               | Qual. Europeo Under-21 2015                                                    | -                                                                              |                                                                                |
| 10-10-2014                                                                     | Le Mans                                                                        | Francia under 21                                                               | 2 – 0                                                                          | Svezia under 21                                                                | Qual. Europeo Under-21 2015                                                    | -                                                                              |                                                                                |
| 11-6-2015                                                                      | Kongens Lyngby                                                                 | Danimarca under 21                                                             | 2 – 2                                                                          | Svezia under 21                                                                | Amichevole                                                                     | -                                                                              | 46’                                                                            |
| 18-6-2015                                                                      | Olomouc                                                                        | Italia under 21                                                                | 1 – 2                                                                          | Svezia under 21                                                                | Europeo Under-21 2015                                                          | -                                                                              | 24’                                                                            |
| 21-6-2015                                                                      | Olomouc                                                                        | Svezia under 21                                                                | 0 – 1                                                                          | Inghilterra under 21                                                           | Europeo Under-21 2015                                                          | -                                                                              |                                                                                |
| 24-6-2015                                                                      | Uherské Hradiště                                                               | Portogallo under 21                                                            | 1 – 1                                                                          | Svezia under 21                                                                | Europeo Under-21 2015                                                          | -                                                                              | 80’                                                                            |
| 27-6-2015                                                                      | Praga                                                                          | Danimarca under 21                                                             | 1 – 4                                                                          | Svezia under 21                                                                | Europeo Under-21 2015                                                          | -                                                                              |                                                                                |
| 30-6-2015                                                                      | Praga                                                                          | Svezia under 21                                                                | 0 – 0 dts (4 – 3 dtr)                                                          | Portogallo under 21                                                            | Europeo Under-21 2015                                                          | -                                                                              | 46’                                                                            |
| Totale                                                                         |                                                                                | Presenze                                                                       | 18                                                                             |                                                                                | Reti                                                                           | 0                                                                              |                                                                                |

| Cronologia completa delle presenze e delle reti in nazionale ― Svezia under 18 | Cronologia completa delle presenze e delle reti in nazionale ― Svezia under 18 | Cronologia completa delle presenze e delle reti in nazionale ― Svezia under 18 | Cronologia completa delle presenze e delle reti in nazionale ― Svezia under 18 | Cronologia completa delle presenze e delle reti in nazionale ― Svezia under 18 | Cronologia completa delle presenze e delle reti in nazionale ― Svezia under 18 | Cronologia completa delle presenze e delle reti in nazionale ― Svezia under 18 | Cronologia completa delle presenze e delle reti in nazionale ― Svezia under 18 |
| Data                                                                           | Città                                                                          | In casa                                                                        | Risultato                                                                      | Ospiti                                                                         | Competizione                                                                   | Reti                                                                           | Note                                                                           |
| ------------------------------------------------------------------------------ | ------------------------------------------------------------------------------ | ------------------------------------------------------------------------------ | ------------------------------------------------------------------------------ | ------------------------------------------------------------------------------ | ------------------------------------------------------------------------------ | ------------------------------------------------------------------------------ | ------------------------------------------------------------------------------ |
| 3-9-2011                                                                       | -                                                                              | Svezia under 18                                                                | 2 – 2                                                                          | Grecia under 18                                                                | Amichevole                                                                     | -                                                                              |                                                                                |
| Totale                                                                         |                                                                                | Presenze                                                                       | 1                                                                              |                                                                                | Reti                                                                           | 0                                                                              |                                                                                |

## Palmarès

### Club
- Campionato svedese: 2

Malmö FF: 2013, 2014
- Supercoppa di Svezia: 2

Malmö FF: 2013, 2014
- Campionato scozzese: 1

Rangers: 2020-2021
- Coppa di Scozia: 1

Rangers: 2021-2022

### Nazionale
- Campionato d'Europa Under-21: 1

2015

### Individuale
- Squadra del torneo degli Europei Under-21: 1

Rep. Ceca 2015